# Axel Fischer (Fußballspieler)
Axel Fischer (* 27. Mai 1961) ist ein ehemaliger deutscher Fußballspieler.

## Spielerkarriere
Axel Fischer begann seine Karriere 1979 beim FC Hanau 93, wo er bis 1982 spielte. Daraufhin wechselte er zum SV Darmstadt 98 in die 2. Bundesliga. Dort wurde Fischer auf Anhieb zum Stammspieler und bestritt 34 der 38 Saisonspiele.
Nach Saisonende ging Axel Fischer zu Ligakonkurrent Hertha BSC. Bei den Berlinern war er zunächst Stammspieler, verlor diese Position allerdings in der Rückrunde, in der er gar nicht mehr zum Zuge kam. 1985/86 hingegen war Fischer unumstrittener Stammspieler, konnte allerdings auch mit seinen drei Ligatoren nicht verhindern, dass Hertha am Ende der Saison den Klassenerhalt knapp hinter dem SC Freiburg verfehlte.
Damit beendete Axel Fischer seine Karriere als Fußballprofi und spielte von 1987 bis 1990 nur noch in der Oberliga Hessen für die SpVgg Bad Homburg.

## Privates
Parallel zu seiner Fußballkarriere studierte Axel Fischer Betriebswirtschaftslehre und ist seit 2004 Inhaber eines Juwelierladens in München.